# Tamaskan
El Tamaskan es una raza de perro de trabajo oriunda de Finlandia. Es un perro muy versátil que puede sobresalir en agilidad, obediencia y pruebas de trabajo. También es capaz de tirar de los trineos. Morfológicamente, esta raza presenta un acusado parecido con su ancestro, el lobo, en razón de que el Tamaskan ha sido seleccionado para parecerse a dicho cánido silvestre. El haber logrado que obtenga un aspecto lupoide notable, es un factor que ha favorecido su difusión por Europa continental, el Reino Unido y los Estados Unidos, así como en Canadá y Australia.

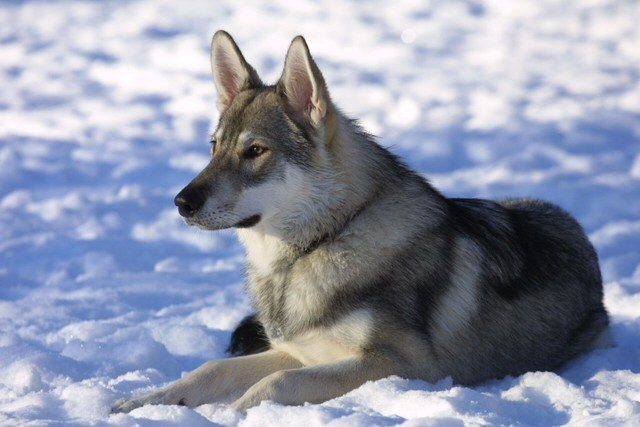
Un perro Tamaskan, seleccionado para asemejarse a su ancestro: el lobo.

## Características
En promedio, la estatura a la cruz de los machos adultos es de entre 74 y 81 cm, y su peso es por lo general entre 35 y 50 kg. Las hembras son ligeramente más pequeñas y de menor peso.